# Slavica Slovaca
Slavica Slovaca – słowackie interdyscyplinarne czasopismo slawistyczne. Od 2011 r. jest wydawane przez Słowacki Komitet Slawistów we współpracy z Instytutem Slawistyki im. Jána Stanislava Słowackiej Akademii Nauk. Wychodzi trzy razy w roku na 294 stronach formatu B5.
Na łamach czasopisma ukazują się badania naukowe, materiały przeglądowe, relacje z wydarzeń naukowych oraz recenzje z zakresu językoznawstwa, historii, etnologii, kulturologii, dziejów slawistyki i muzykologii. Treść artykułów odzwierciedla orientację naukową Instytutu Slawistyki im. Jána Stanislava, który organizuje i koordynuje badania interdyscyplinarne, poświęcone związkom języka i kultury słowackiej z innymi językami i kulturami słowiańskimi, a także związkom słowacko-łacińskim, słowacko-niemieckim i słowacko-węgierskim.
Artykuły są publikowane w języku słowackim i pozostałych językach słowiańskich, a także w innych językach europejskich: angielskim, niemieckim i francuskim. Każdy tekst zawiera dokładny aparat pojęciowy oraz odniesienia do literatury krajowej i zagranicznej.